# Felsőpakony
Felsőpakony egy nagyközség Pest vármegyében, a Gyáli járásban, a budapesti agglomerációban található. Kedvező infrastrukturális kapcsolatokkal rendelkező település.

## Fekvése
A Pest vármegye középső részén, Budapest közigazgatási határától délkeletre 5 kilométerre található a Pesti-hordalékkúpsíkságon. Fekvése, földrajzi elhelyezkedése infrastrukturális szempontból kedvező, hiszen az M5-ös autópálya és a M0-s autóút kereszteződésének közelében fekszik. Jelentős előnyt jelent az innen néhány kilométerre fekvő Budapest Liszt Ferenc nemzetközi repülőtér közelsége is, amely néhány perc alatt megközelíthető az M0-s autóút által. A község a repülőtér légi folyosójától távol esik.

## Megközelítése
Felsőpakony közúton két irányból közelíthető meg: vagy Gyál, illetve az M0 Gyál–Pestszentimre-csomópontja, vagy Ócsa, illetve az M5-ös Ócsa–Üllő-csomópontja felől. Az előbbi irányból közvetlenül a 4601-es út vezet a településre, utóbbi megközelítési útvonal esetén a 4603-as úton kell elhaladni a 4601-es keresztezéséig, majd ott rátérni az utóbbi útra. A település lakott területét ez az út is elkerüli, a községbe csak a 46 303-as számú mellékút vezet be. Felsőpakony területén állami közútnak számít még a helyi ipari parkba bevezető 46 101-es számú mellékút is.
Vasúton a település a Budapest–Kecskemét-vasútvonalon érhető el, amelynek egy megállási pontja van itt, Felsőpakony megállóhely.

## Története
Felsőpakony területe már az i. sz. 1. századtól kezdődően lakott hely volt, ekkor a szarmaták szállták meg és népesítették be a vidéket. Erről az 1932-ben feltárt sír tanúskodik, majd ezt támasztják alá az 1950-es, 1960-as években és napjainkban is folyó ásatások. A feltárások során a 10-11. század magyarságára jellemző leletek kerültek elő, ami azt bizonyítja, hogy a területet az Árpád kortól a magyarok népesítették be.
A településre utaló első írásos emlék az 1264-ben IV. Béla király Csuti Premontrei rendháznak adományozott birtok határleírásban szerepel előbb, mint „Pukun”, majd mint „Pakon” néven.
Az ásatások szerint a 13-14. századtól egy templom állt a Paphegy nevű dombon, ami mellett a település temetője volt megtalálható.
Az Anjou kortól a település már népes köznemesi falunak számít, a területét birtokló Pakonyi család a módosabb nemesek közé tartozott és közülük 1341-től 1453-ig hármat is megválasztottak Pest vármegye szolgabírájává. Pakonyi Domonkos szolgálatai fejében Zsigmond királytól 1417-ben erődítési illetve pallosjogot kapott. Az utóbbi azt jelentette, hogy a birtoka határain belül elfogott gonosztevőket saját maga megcsonkíthatta vagy kivégeztethette, ez egyébként a megye joga lett volna. A falu a törökdúláskor, a Budát is végleg elfoglaló török hadjárat idején teljesen elpusztult.
A település neve 1704-ben tűnik fel újra, mint a Rákóczi-szabadságharc egyik ütközetének a helye, ekkor már Felsőpakonyként van említve.
Azt követően a település és környéke előbb a Ráday, majd pedig a Degenfeld grófok tulajdonába került. A benépesülés későn indult, hiszen a 2700 holdas Degenfeld uralom még 1895-ben is csak 35 állandó munkást alkalmazott, így az összes lakosság lélekszáma ekkor mintegy 200 főre tehető, de még 1920-ban is csak 261 főt számláltak.
Az 1938-ban végrehajtott parcellázások után - mely során 810 telek lett kialakítva - 1941-ben 657 főre, 1949-ben 663 főre, majd 1960-ban 789 főre emelkedett a lakosok száma.
Gyál Nagyközségi Tanács társközségévé szervezték 1970-ben, és 1990-ben nyerte vissza a település önállóságát, ekkor a lakosság 2271 főt számlált.

## Önkormányzata

### Polgármesterei
| Időszak   | Név                 | Jelölő szervezet(ek) |
| --------- | ------------------- | -------------------- |
| 1990–1994 | Sztancs János       | független            |
| 1994–1998 | Sztancs János       | független            |
| 1998–2002 | Sztancs János       | független            |
| 2002–2006 | Matusekné Dimov Éva | független            |
| 2006–2010 | Matusekné Dimov Éva | független            |
| 2010–2014 | Sztancs János       | független            |
| 2014–2019 | Nagy János          | Fidesz-KDNP          |
| 2019–2024 | Nagy János          | Fidesz               |
| 2024–     | Nagy János          | Fidesz               |

### Önkormányzati választásokeredményei

#### 2019
| Jelölt neve  | Jelölő szervezet(ek) | Jelölő szervezet(ek) | Szavazatok száma | Szavazatok aránya |
| ------------ | -------------------- | -------------------- | ---------------- | ----------------- |
| Nagy János   |                      | Fidesz               | 962              | 72,99%            |
| Papp Norbert |                      | független            | 356              | 27,01%            |
| Összesen     |                      |                      | 1318             | 100%              |

#### 2024
| Jelölt neve  | Jelölő szervezet(ek) | Jelölő szervezet(ek) | Szavazatok száma | Szavazatok aránya |
| ------------ | -------------------- | -------------------- | ---------------- | ----------------- |
| Nagy János   |                      | Fidesz               | 1015             | 62,19%            |
| Papp Norbert |                      | független            | 507              | 31,07%            |
| Héjj Róbert  |                      | független            | 110              | 6,74%             |
| Összesen     |                      |                      | 1632             | 100%              |

## Népesség
A település népességének változása:
| Lakosok száma | 3324 | 3320 | 3536 | 3661 | 3809 | 3730 | 3775 | 3753 |
|               | 2013 | 2014 | 2018 | 2019 | 2021 | 2022 | 2023 | 2024 |

A 2011-es népszámlálás során a lakosok 83%-a magyarnak, 0,4% cigánynak, 0,8% németnek, 0,5% románnak mondta magát (16,9% nem nyilatkozott; a kettős identitások miatt a végösszeg nagyobb lehet 100%-nál). A vallási megoszlás a következő volt: római katolikus 26,3%, református 11,7%, evangélikus 0,4%, görögkatolikus 1,4%, felekezeten kívüli 21,7% (35,3% nem nyilatkozott).
2022-ben a lakosság 92,2%-a vallotta magát magyarnak, 0,4% románnak, 0,3% cigánynak, 0,3% németnek, 0,1-0,1% görögnek, örménynek, bolgárnak, ukránnak és szerbnek, 3,7% egyéb, nem hazai nemzetiségűnek (7,7% nem nyilatkozott; a kettős identitások miatt a végösszeg nagyobb lehet 100%-nál). Vallásuk szerint 21,8% volt római katolikus, 10,9% református, 1,2% görög katolikus, 0,3% evangélikus, 0,2% ortodox, 2% egyéb keresztény, 0,7% egyéb katolikus, 20,5% felekezeten kívüli (42,3% nem válaszolt).

## Sportélete
A város labdarúgó csapata a Felsőpakonyi KSE, amelyet 1968-ban alapították. A csapat színei a kék-sárga, története során a megye I-es bajnokságnál magasabb osztályban még nem játszott, viszont több névváltoztatáson átesett (Felsőpakony SK, Felsőpakony KSE).

## Nevezetességei
- A község határában régészeti (avar kori) leletek.

## Jelene
Az elmúlt években 3 ipari övezet került kialakításra a község határában, és hamarosan megtelepedtek az első cégek. Az iparűzési adó mértéke 1,5%, mely a környék településeit figyelembe véve a legalacsonyabb. A környező településeken mindenütt a 2%-os maximum iparűzési adó jellemző. 20 éve önálló település, lélekszáma folyamatosan növekszik, mely 2009 decemberében 3400 fő volt. Családi házas lakóövezet. A település közigazgatási területének 47%-át adó erdő nyugalmat, friss levegőt biztosít, ami ideális a családi környezethez, munkához, pihenéshez. A település lakói barátságosak, segítőkészek. A község lakói főképpen római katolikusok és reformátusok. Az egészségügy területén az alapszintű ellátások biztosítottak. Lehetősség van kulturális, oktatási és sport tevékenységek lebonyolítására, programok szervezésére esztétikus környezetben. A lakosság és a település közbiztonságáról a szervezett polgárőrség gondoskodik. Felsőpakony a rendőrségi statisztika szerint a legbiztonságosabb település a vármegyében.
A községben sikeres nonprofit civilszervezetek működnek, melyek tevékenységükkel hozzájárulnak az igényes környezet kialakításához. A község a közművesítés és infrastruktúra szempontjából Pest vármegye egyik legfejlettebb települése, ahol minden út, aszfaltburkolattal ellátott, és az utak mellett csapadékvíz-elvezető árkok is kialakításra kerültek. Alapfokú intézményrendszerrel ellátott a település: általános iskola, óvoda, közösségi ház, könyvtár, posta, takarék szövetkezet. Boltok, üzletek a település szokásos hétköznapi igényeit elégítik ki. A szolgáltatások terén fejleszthető. Vállalkozások típusai változatosak. A falu ipari zónával rendelkezik.

## Képgaléria

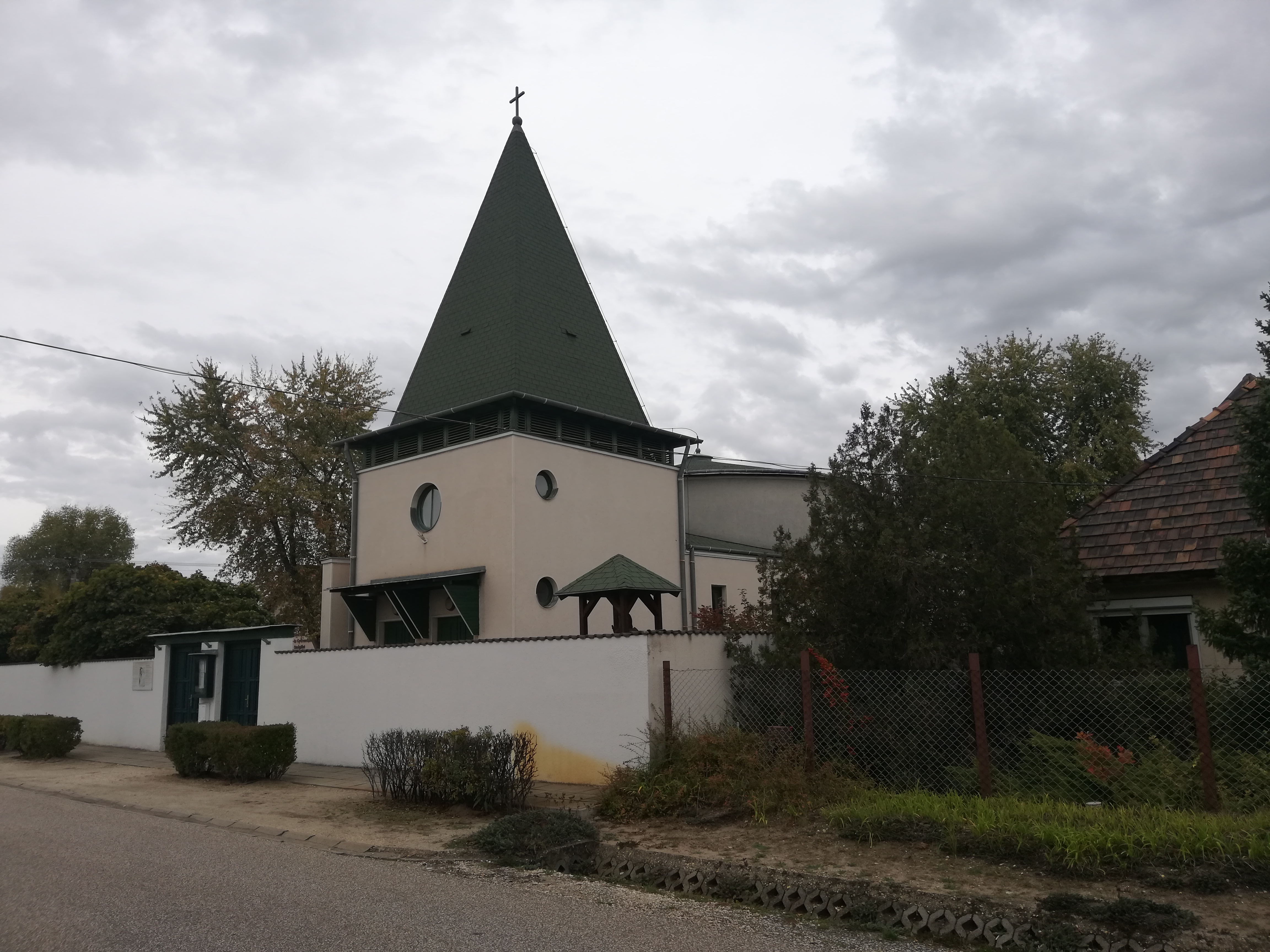
Felsőpakony katolikus temploma
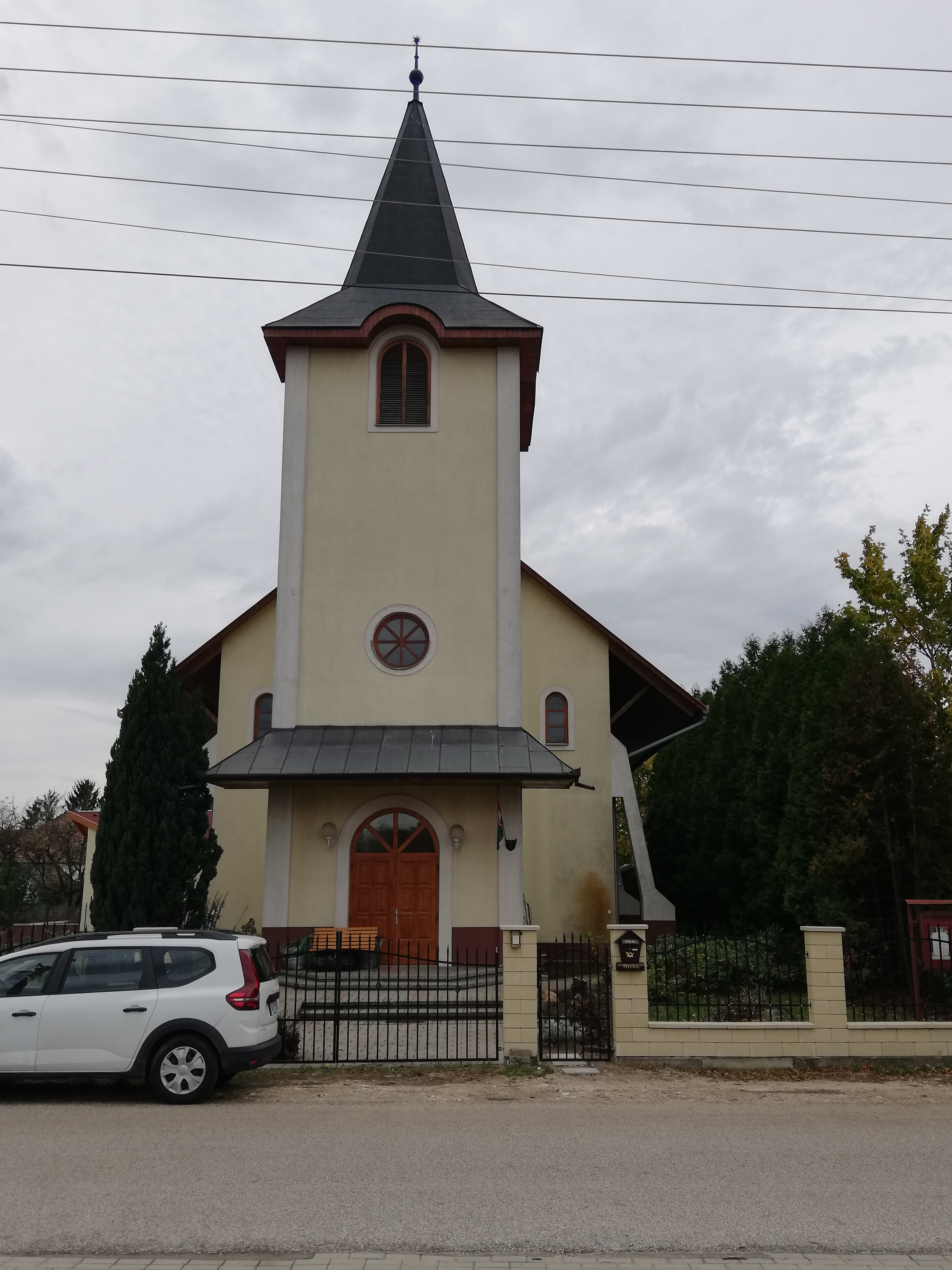
Református templom
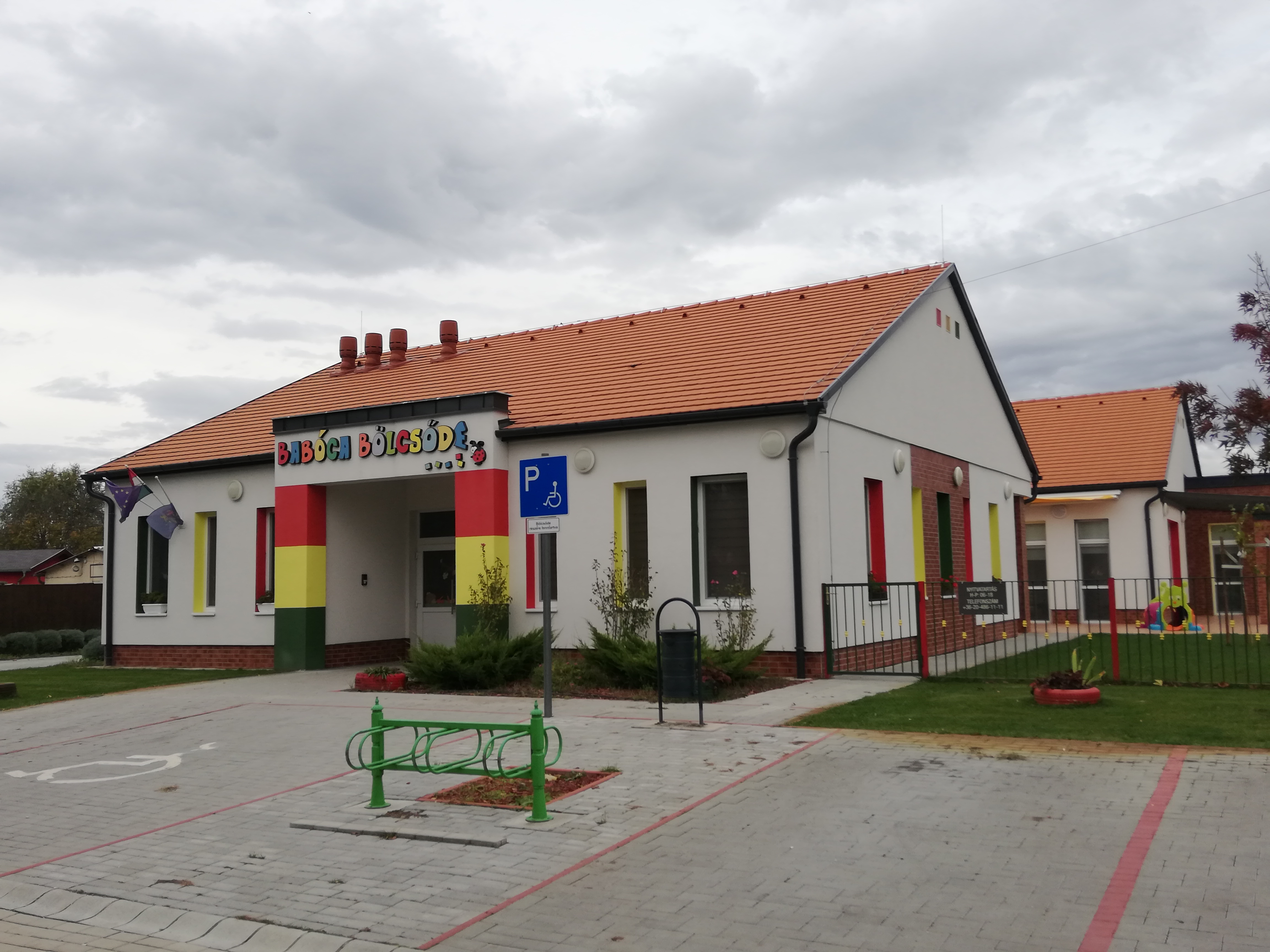
Bölcsőde
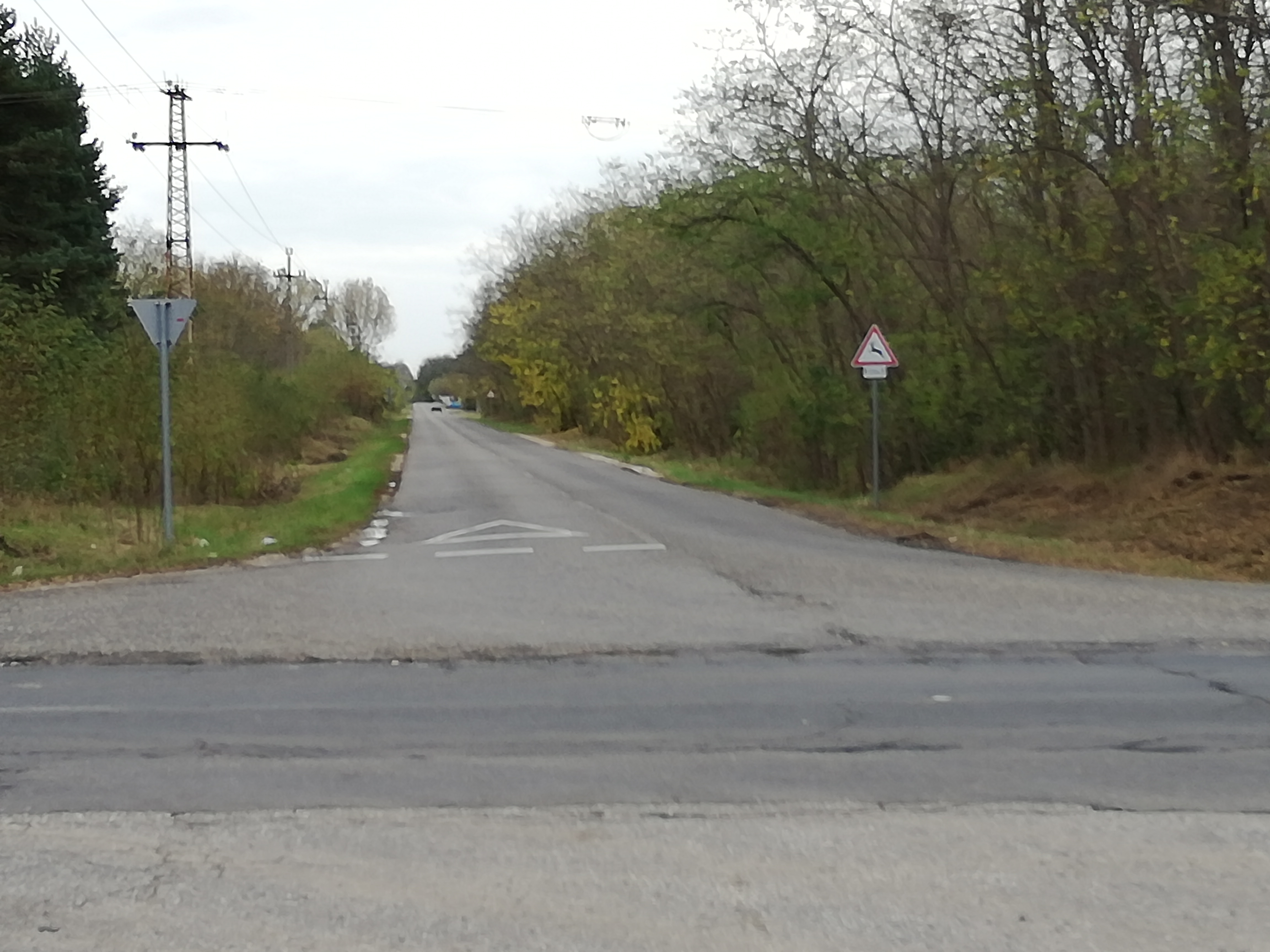
A község bevezető útja a 4601-es út felől

## Külső hivatkozások
- Térkép Kalauz – Felsőpakony
- Szabó Magda Könyvtár és Közösségi Ház lapja
- Felsőpakony nem hivatalos információs lapja
- Felsőpakony hivatalos honlapja